# Кузін Валентин Єгорович
Валентин Єгорович Кузін (рос. Кузин Валентин Егорович; нар. 23 вересня 1926, Новосибірськ, СРСР — пом. 13 серпня 1994, Москва, Росія) — радянський хокеїст, лівий нападник.

## Клубна кар'єра
З 15 років брав участь у змаганнях з футболу та хокею з м'ячем. У чотирьох матчах на першість РСФСР 1948 року закинув 19 шайб. У 1950 році був запрошений до молодіжного складу футбольної команди московського «Динамо». За основний склад у чемпіонаті СРСР 1950 провів один матч.
Одинадцять сезонів був основним гравцем хокейної команди клубу. Більшість часу грав у одній ланці з Юрієм Криловим та Олександром Уваровим. Чемпіон СРСР 1954 року. Всього у чемпіонатах СРСР провів 261 матч (156 голів). Фіналіст кубка СРСР 1955, 1956.

## Виступи у збірній
У складі національної збірної здобув золоту нагороду на Олімпійських іграх 1956 у Кортіна-д'Ампеццо. Автор одного з двох переможних голів у вирішальному матчі з канадцями.
Чемпіон світу 1954, 1956; другий призер 1955. На чемпіонатах Європи — три золоті нагороди (1954—1956). На чемпіонатах світу та Олімпійських іграх провів 21 матч (10 закинутих шайб), а всього у складі збірної СРСР — 50 матчів (27 голів).

## Нагороди та досягнення
Заслужений майстер спорту СРСР (1954). У 1957 році був нагороджений медаллю «За трудову доблесть».
| Нагороди         | Команда           | Кіл. | Роки                  |
| ---------------- | ----------------- | ---- | --------------------- |
| Олімпійські ігри |                   |      |                       |
| Золото           | СРСР              | 1    | 1956                  |
| Чемпіонат світу  |                   |      |                       |
| Золото           | СРСР              | 2    | 1954, 1956            |
| Срібло           | СРСР              | 1    | 1955                  |
| Чемпіонат Європи |                   |      |                       |
| Золото           | СРСР              | 3    | 1954, 1955, 1956      |
| Чемпіонат СРСР   |                   |      |                       |
| Золото           | «Динамо» (Москва) | 1    | 1954                  |
| Срібло           | «Динамо» (Москва) | 3    | 1951, 1959, 1960      |
| Бронза           | «Динамо» (Москва) | 6    | 1952, 1953, 1955—1958 |
| Кубок СРСР       |                   |      |                       |
| Фіналіст         | «Динамо» (Москва) | 2    | 1955, 1956            |